# Gabela (Angola)
Gabela è una città dell'Angola, situata nella provincia di Cuanza Sud.